# Тилезиус фон Тиленау, Вильгельм Готтлиб
Вильгельм Готтлиб Тилезиус фон Тиленау (нем. Wilhelm Gottlieb Tilesius von Tilenau; 17 июля 1769, Мюльхаузен — 17 мая 1857, Мюльхаузен) — естествоиспытатель и врач, художник-иллюстратор и гравёр. Член Петербургской академии наук.

## Биография
С 1790 года изучал философию и медицину в Лейпцигском университете и одновременно брал уроки рисования у Адама Фридриха Эзера в Академии изобразительных искусств в Плайсенбурге (Pleißenburg), в 1797 году получил там степень доктора философии, а в 1801 году — доктора медицины и затем несколько лет был доцентом по накожным, венерическим и глазным болезням в различных немецких университетах. В период с 1795 по 1796 годы он сопровождал в поездке на корабле в Португалию естествоиспытателя графа Иоганна Центурия фон Гофманзега. В этом путешествии он занимался исследованием морских животных. Когда Крузенштерн в 1803 году предпринял своё известное кругосветное путешествие, Тилезиус был приглашён вместе с другим естествоиспытателем Лангсдорфом принять участие в экспедиции в качестве врача, натуралиста и художника. 26 июля 1803 года экспедиция отплыла из Кронштадта в составе двух кораблей («Надежда» и «Нева»), направилась через Атлантический океан, обогнула мыс Горн, особенное внимание обратила на исследование Камчатки, Курильских островов и Сахалина и 19 августа 1806 года вернулась обратно. В течение этого трёхлетнего кругосветного плавания Тилезиус занимался естественно-историческими исследованиями, преимущественно по зоологии. Результатом этих исследований явился ряд работ о различных классах животного царства, главным образом о кишечнополостных, иглокожих и рыбах. Работы эти были впоследствии напечатаны в изданиях академии наук. Тилезиус был избран в члены Академии наук.
12 мая 1807 года он женился на русской девушке. До 1814 года он оставался на службе царя в Санкт-Петербурге и заботился о преобразовании своих рисунков в гравюры. После расторжения брака с женой он вернулся обратно в родной город Мюльхаузен, где с 1822 года он снова работал художником и гравёром. В 1827—1832 годах он преподавал (с несколькими семестрами перерыва) в Лейпцигском университете.
Умер в Мюльхаузене в 1857 году.
Имя Тилезиуса носит один из родов морских лисичек — Tilesina и обитающий в прикамчатских водах Берингова моря разноногий рак Bathymedon tilesii.
В честь Вильгельма-Готтлиба Тилезиуса была названа гора (гора Тилезиуса [Ивани], Японское море, остров Хонсю, 40°40′ с.ш., 140°18′ в.д., гора названа в 1805 году И. Ф. Крузенштерном, в настоящее время русское название на карты не наносится).

## Публикации

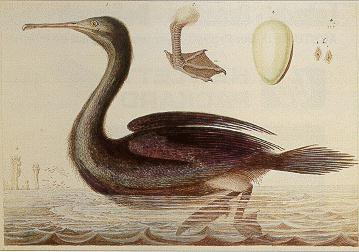
Большой баклан. Акварель, кисть, перо, 23 сентября 1805 года

- 1799: "Nachtrag zur Berichtigung einzelner Ansichten in dem Gemälde von Lissabon und einzelne Fragmente eines Augenzeugen zur Kenntniß dieser Hauptstadt". In: [Joseph-Barthélémy-François CARRÈRE], Neuestes Gemälde von Lissabon. Aus dem Franz. Mit einem Anhang von W. Tilesius. Leipzig, Karl Wilhelm Küchl (S. 321-504).
- 1799: Johann Christian ROSENMÜLLER/Wilhelm Gottlieb TILESIUS (Hg.), Beschreibung merkwürdiger Höhlen. Ein Beitrag zur physikalischen Geschichte der Erde. Leipzig, Breitkopf und Härtel.
- 1800: Verzeichnis und Bestimmung merkwürdiger Seeproducte
- 1800: "Ueber den Zustand der Zergliederungskunst in Portugal". In: Johann Christian ROSENMÜLLER/Heinrich F. ISENFLAMM (Hg.), Beiträge für die Zergliederungskunst. Bd. 1, Heft 3. Leipzig, Tauchnitz (S. 383-435).
- 1802: Über die sogenannten Seemäuse
- 1802: Jahrbuch der Naturgeschichte zur Anzeige und Prüfung neuer Entdeckungen und Beobachtungen und zur solcher Aufnahme solcher Beyträge, welche zur Erweiterung und Berichtigung der gesammten Naturgeschichte unmittelbar abzwecken. Bd. 1. Leipzig, Karl Wilhelm Küchl.
- 1813: Naturhistorische Früchte der ersten russischen Weltumsegelung
- 1821: «Описание остова Сибирского Мамонта вырытого из земли в 1797-м году при берегах Ледовитого моря, с присовокуплением рассуждения о различии пород слонового рода»,  [Пер. с лат.] / Соч. акад. Тилезиуса // Труды Академии наук. - СПб., 1821. – Ч. 1. - С. 106-173 + Табл. 3-4.[2]